# Joke Silva

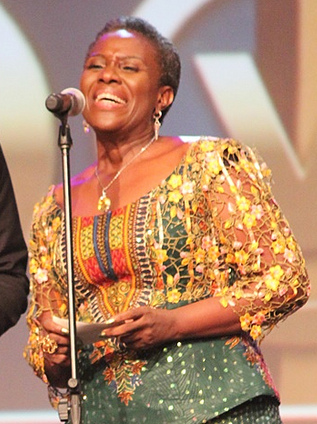

Joke Silva (geboren am 29. September 1961 in Lagos) ist eine nigerianische Film- und Bühnenschauspielerin und Regisseurin. Sie wurde durch ihre Mitwirkung in zahlreichen Nollywoodfilmen bekannt und unter anderem bei den African Movie Academy Awards mehrfach ausgezeichnet. 2014 wurde sie mit dem Order of the Federal Republic, einem der beiden Staatsorden Nigerias, ausgezeichnet.

## Leben und Werk
Joke Silva begann ihre Karriere als Nollywoodschauspielerin 1990. Sie trat seitdem in über 300 Filmen auf.
Neben ihren Filmrollen trat Joke Silva auch in einer Fernsehserie und in Musikvideos auf. Als Bühnenschauspielerin ist vor allem ihre Mitwirkung in dem sozialkritischen Stück Hear Word! zu nennen, das unter anderem auf dem Edinburgh International Festival und bei einem Themenabend mit dem Titel Unity in Diversity: An evening of art and hope with Nigerian women im Hauptquartier der Vereinten Nationen in New York gezeigt wurde.
Joke Silva engagierte sich auch politisch und für soziale Anliegen. 2017 wurde Joke Silva von Akinwunmi Ambode in den Kunst- und Kulturausschuss des Bundesstaates Lagos berufen. Sie war weiterhin auch Teil des  National Film and Video Censors Board (NFVCB) Nigerias. 2020 wurde Joke Silva der Vorsitz einer Covid-19 Kommission in Lagos übertragen, die den Staat bei seinen Bemühungen beraten soll, die Tourismus- und Unterhaltungsindustrie während und nach der Pandemie zu beleben. Kurz zuvor hatte Joke Silva das britische Medienunternehmen Sky News für seine abwertende Berichterstattung über Covid-19 in Afrika kritisiert. Ebenfalls 2020 setzte Joke Silva sich für eine Krankenversicherung für Filmschaffende ein.
Gemeinsam mit ihrem Ehemann Olu Jacobs besitzt sie die Produktionsfirma ''Lofudo Production''.

## Auszeichnungen
- 2006 – Beste Hauptdarstellerin der African Movie Academy Awards für ihre Rolle in Women's Cot
- 2008 – Beste Nebendarstellerin der African Movie Academy Awards für ihre Rolle in White Waters
- 2014 – Order of the Federal Republic
- 2018 – Beste Nebendarstellerin der African Movie Academy Awards für ihre Rolle in Potato Potahto[12]
- 2019 – Movie Rock of Fame Award der nigerianischen Filmindustrie für ihr Lebenswerk[13]